# U-KISS
Gli U-KISS (유키스?, YukiseuLR, acronimo di Ubiquitous Korean International Idol Super Star) sono un gruppo musicale sudcoreano formatosi a Seul nel 2008.

## Storia
I membri del gruppo sono Soohyun, Eli, Kevin, Jun,  Kiseop, Hoon e AJ (gli ultimi due si sono uniti al gruppo nel 2011). Alexander e Kibum hanno lasciato il gruppo, dopo che il loro contratto è scaduto all'inizio del 2011, mentre Dongho ha lasciato il gruppo nel 2014 per problemi di salute.
Il gruppo ha pubblicato due album in studio, cinque EP e vari singoli. Il loro primo album, Only One è stato pubblicato il 3 febbraio 2010. Il secondo lavoro del gruppo Neverland è invece uscito nei negozi il 1º settembre 2011.
A maggio 2011, U-KISS hanno firmato un contratto con la Avex Japan per il loro debutto sul mercato giapponese. Il debutto nipponico degli U-KISS è avvenuto il 14 dicembre 2011 con la pubblicazione del singolo Tick Tack.

## Formazione

### Formazione attuale
- Kiseop (Lee Kiseop, 이기섭, 17/01/1991)
- Eli (Kim Kyoung Jae, 김경재, 13/03/1991)
- Soohyun (Shin Soohyun, 신수현, 11/03/1989)
- Hoon (Yeo Hoon Min, 여훈민, 16/08/1991)
- Jun (Lee Jun Young, 이준영, 22/01/1997)

### Ex componenti
- Alexander Lee Eusebio (알렉산더, 29/07/1988)
- Kibum (김기범, 29/12/1990)
- AJ (Kim Jaeseop, 김재섭, 04/06/1991)
- Kevin (Woo Sung Hyun, 우성현, 25/11/1991)
- Dongho (Shin Dongho, 신동호, 29/06/1994)

## Discografia

### Album in studio
- 2010 – Only One
- 2011 – Neverland
- 2012 – A Shared Dream
- 2013 – Collage
- 2013 – Inside Of Me
- 2014 – Memories
- 2015 – Action
- 2016 – One Shot One Kill
- 2017 – U-KISS Solo & Unit ALBUM
- 2018 – Link
- 2018 – Glory

### EP
- 2008 – New Generation
- 2009 – Bring It Back 2 Old School
- 2009 – ContiUKiss
- 2010 – Break Time
- 2011 – Bran New Kiss
- 2011 – Bran New Kiss
- 2012 – DoraDora
- 2012 – Stop Girl
- 2012 – DoraDora + The Special To Kiss Me
- 2013 – Neverland
- 2013 – Stop Girl
- 2013 – Moments
- 2014 – Mono Scandal
- 2015 – Always
- 2015 – The Christmas Album
- 2016 – Stalker

### Raccolte
- 2010 – First Kiss
- 2016 – U-KISS Japan Best Collection 2011-2016

### Album dal vivo
- 2011 – U-KISS 1st Kiss Tour in Manila DVD
- 2011 – U-KISS First Kiss Live in Tokyo and Osaka DVD
- 2011 – Seoul Train with U-KISS
- 2012 – U-KISS 1st Japan Live Tour 2012
- 2013 – Live in Budokan
- 2014 – U-KISS Japan Live Tour 2013 ～Inside of Me～
- 2014 – U-KISS Japan Live Tour 2014 ～Memories～ Returns in Budokan